# 2024 en Lituanie
Chronologie de la Lituanie
- 2020
- 2021
- 2022
- 2023
- 2024
- 2025
- 2026
- 2027
- 2028

Cet article présente les faits marquants de l'année 2024 en Lituanie ou relatifs à la Lituanie.

## Gouvernement
- Président : Gitanas Nausėda
- Premier ministre : Ingrida Šimonytė puis Gintautas Paluckas (à partir du 21 novembre)

## Événements

### Octobre
- 13 et 27 octobre : le parti social-démocrate sort majoritaire des élections législatives et remporte 52 sièges sur 141.

### Novembre
- 21 novembre : Gintautas Paluckas est nommé premier ministre.
- 25 novembre : un avion cargo s'écrase sur le sol lituanien faisant un mort et un blessé grave. La ministre allemande des Affaires étrangères, Annalena Baerbock, n'exclut pas la possibilité d'un acte terroriste russe lors d'une déclaration dans les médias[1].

## Culture

### Art contemporain
- 21 septembre au 5 janvier 2025 : performance de Lina Lapelytė à la Biennale d'art contemporain de Lyon : chœur d'une vingtaine d'anonymes recrutés qui chantent faux et partition interprétée par une centaine d'enfants imitant des cris d'animaux[2],[3].

## Sport

### Patinage artistique
- 8 au 14 janvier : Championnats d'Europe de patinage artistique à la Žalgirio Arena de Kaunas.

## Décès
- 6 mars : Rimas Tuminas, metteur en scène, professeur et directeur de théâtre
- 9 mars : Antanas Bagdonavičius, rameur
- 4 avril : Vytautė Žilinskaitė, écrivaine
- 20 avril : Gediminas Kirkilas, homme politique
- 30 août : Robertas Žulpa, nageur
- 13 septembre : Milda Vainiutė, professeure et femme politique